# بيلا كروز
بيلا كروز بلدية في ولاية سيارا في منطقة نورديست في البرازيل.